# Diego Yanez
Diego José Yanez Gimenez (* 7. Mai 1958 im spanischen Alzira) ist ein Schweizer Journalist.

## Leben
Yanez lebt seit 1961 in der Schweiz. Sein Bürgerort ist Ufhusen, wo er im Jahr 1999 eingebürgert wurde. Er wuchs im Kanton Solothurn auf. Er besuchte 1965 bis 1971 die Primarschule und 1971 bis 1974 die Bezirksschule in Dornach SO. 1974 bis 1977 absolvierte er die Handelsmittelschule an der Kantonsschule Kollegium Schwyz, die er mit dem Handelsdiplom abschloss. 1977 bis 1981 durchlief er eine interne Fachausbildung bei der Schweizerischen Bankgesellschaft (SBG) in Zürich. 1981 bis 1984 studierte er Betriebsökonomie am HWV Luzern. Er leitete 1986/1987 die Redaktion Luzern des Neuen Sonntagsblatts. Danach arbeitete er über 20 Jahre für das Schweizer Fernsehen. Ab Januar 2011 war er Chefredaktor TV und Mitglied der Geschäftsleitung von Schweizer Radio und Fernsehen. Ab März 2014 war er Direktor der Journalistenschule MAZ. 2020 ging er in Pension.